# Il Tamigi sotto Westminster
Il Tamigi sotto Westminster è un dipinto di Claude Monet. Eseguito verso il 1871, è conservato nella National Gallery di Londra.

## Descrizione
In questo scorcio londinese Monet indaga l'atmosfera nebbiosa, da lui ritenuta una delle caratteristiche più suggestive, della capitale. Gli edifici, all'epoca di recente costruzione, sono appena abbozzati, e le torri del Parlamento sono esagerate in verticalità, dando all'edificio connotazioni fiabesche.